# 劉占魁
劉占魁（1850年—？），直隸河間府肅寧縣（今河北省肅寧縣）人，清朝軍事將領、武探花。
光緒九年（1883年），登武進士一甲第三名，授二等侍衛、大門當差行走。光緒十三年，以參將用。光緒十六年，任山東青州營參將。光緒三十年，開缺回籍終養。